# Stade de la Rabine
Stade de la Rabine – stadion znajdujący się w Vannes służący do rozgrywania meczów piłki nożnej oraz rugby union.
Stadion jest domowym obiektem piłkarskiego klubu Vannes OC. W czerwcu 2013 roku odbyły się na nim mecze mistrzostw świata juniorów w rugby union, gościł także seniorskie reprezentacje Kanady i Samoa.
Stadion został przebudowany w 2001 roku, a następnie w roku 2006, by dostosować go do wymogów Championnat National. Mieści on 9500 kibiców.
W 2017 roku odbył się na nim finał żeńskiego pucharu Francji w piłce nożnej.
W 2018 roku na obiekcie rozegrano część spotkań (w tym finał) 9. edycji piłkarskich Mistrzostw Świata U-20 kobiet.